# Mason (Tennessee)
Mason – miasto w Stanach Zjednoczonych, w stanie Tennessee, w hrabstwie Tipton.